# みどりヶ丘病院
みどりヶ丘病院（みどりがおかびょういん、大阪府高槻市真上町3丁目13-1）(英名：Midorigaoka Hospital)は、329床（註：2021年3月5日現在）を持つ民間の病院。内科、皮膚科、外科、整形外科、脳神経外科、循環器内科、麻酔科、リハビリテーション科等の診療科を持つ民間病院。二次救急病院である。

## 沿革
1971年11月に高槻市にて「みどりヶ丘病院」が5科80床で開設したのが始まりで、1976年に祐生会の設立に伴って医療法人祐生会みどりヶ丘病院と改称した。その後病床数や規模の拡大を続け、2021年現在では病床数329を誇る病院となった。2013年には、大阪府より社会医療法人として認定された。

### 年表
- 1971年  みどりヶ丘病院として開院（5科80床床）
- 1976年  祐生会設立に伴い医療法人祐生会みどりヶ丘病院と改称。
- 1977年 - 第2期増築。病床数96床に増床。
- 1981年 - 第3期増築。病床数159床に増床。
- 1987年 - 第4期増築。リハビリステーション室増設。病床数359床に増床。
- 1990年  第5期増築。外来部門の拡張　手術室（クリーンルーム）増設。
- 1992年  第6期増築　MRI室の設置、健康管理室・人間ドックの開設。
- 1995年 高槻市奈佐原にて、医療法人祐生会みどりヶ丘介護老人保健施設を開設（入所100名、通所50名）
- 1996年 高槻市委託により老人在宅介護支援センター開設
- 1997年 病診連携室開設
- 1998年 3月 開放型病院の認可、各種検査のオープン化を推進
- 1998年 6月 ケアミックス制度採用による病棟再編病床数329床（一般病棟279床・療養型病棟50床）
- 1999年 居宅介護支援事業所開設
- 2000年2月　社会福祉法人みどりヶ丘会グリーンケアハウス開設（50名）（高槻市奈佐原）
- 2000年4月　訪問看護ステーション開設
- 2000年9月　回復期リハビリテーション病棟の開設。病床数329床（一般病床226床、療養型病床50床、回復期リハビリテーション病床53床）
- 2001年 認知症対応型共同介護施設グループホームみどりヶ丘荘開設（7床）（高槻市奈佐原）
- 2002年3月　創立30周年記念式典（於：みどりヶ丘介護老人保健施設　バームホール）
- 2002年11月　社会福祉法人みどりヶ丘会グリーン特別養護老人ホーム開設（70床）（高槻市奈佐原）
- 2003年4月　第7期増築
- 2003年6月　特殊疾患入院病床27床開設、回復期リハビリテーション病床50床増床(103床)、一般病床199床へ。
- 2007年3月　みどりヶ丘デイサービスセンター川西開設
- 2007年10月　特定集中治療室（ICU）4床開設、回復期リハビリテーション病床103床、一般病床195床、特殊疾患入院病床27床
- 2008年5月　障害者施設入院病床25床開設、回復リハビリテーション病床103床、一般病床197床、特定集中治療室（ICU）4床
- 2008年7月　DPC対象病院の認可
- 2009年　管理棟増設
- 2010年 居宅介護支援事業所 みどりヶ丘ケアプランセンター移設
- 2011年4月　電子カルテ、PACSシステム導入
- 2011年5月　みどりヶ丘ケアプランセンターつかはら開設
- 2013年 社会医療法人認可
- 2018年 地域包括ケア病床16床開設、一般病床181床、特定集中治療室（ICU）4床、障害者施設入院病床25床、回復期リハビリテーション病床103床へ。
- 2019年 一次脳卒中センターに認定。
- 2020年4月　医療法人博愛会より博愛茨木病院・博愛城北病院・はくあい訪問看護ステーション・はくあい介護相談所の事業を譲受
- 2020年6月　障がい者病棟を地域包括ケア病棟へ転換。病床数は一般病床181床、ICU病床4床、回復期リハビリテーション病床103床、地域包括ケア病床41床。
- 2020年7月　入退院支援センター開設
- 2020年11月　放射線診断センター開設

## 認定病床数
- 許可病床数 329床
- 一般病床数 181床

## 診療科等
- 内科
- 外科
- リハビリテーション科
- 薬剤部
- 小児科
- 整形外科
- 脳神経外科
- 脳神経内科
- 歯科口腔外科
- 消化器内科
- 眼科
- 耳鼻咽喉科
- 皮膚科
- 泌尿器科
- 循環器科
- リウマチ科
- 歯科
- 放射線科
- 麻酔科

## 認定施設
- 日本医療機能評価機構認定病院

## 交通アクセス
- 高槻市営バス緑ヶ丘停留所（みどりヶ丘病院前）南へ徒歩2分